# Byala (Ruse)
Byala é uma cidade na província de Ruse, norte da Bulgária . É o centro administrativo do homônimo Município de Byala . A cidade está localizada no cruzamento entre as estradas que ligam Ruse a Veliko Tarnovo e Pleven a Varna . 
Perto dela fica a cidade de Borovo . A famosa ponte Belenski (Ponte Byala) sobre o rio Yantra está localizada nas proximidades. O Museu da Guerra de Libertação dedicado à Guerra Russo-Turca também pode ser encontrado na cidade. Em dezembro de 2009, Byala tinha uma população de 9.015 habitantes.